# In Like Flynn
In Like Flynn is een Australische biografische film uit 2018, geregisseerd door Russell Mulcahy. De film is gebaseerd op het vroege leven van acteur Errol Flynn als avonturier en geïnspireerd op zijn semi-autobiografische roman Beam Ends uit 1937.

## Verhaal
In de jaren dertig voordat hij een beroemde acteur werd, was Errol Flynn een avonturier. Hij vertrekt naar Papoea-Nieuw-Guinea om als gids te dienen voor een Hollywood-producer. Daar ontdekt hij een mysterieuze kaart op het lijk van een goudzoeker. Errol denkt dat het duidt op een grote voorraad goud. Terug in Sydney stelt hij een team samen voor zijn expeditie, bestaande uit Rex, Dook Adams en Charlie. Vervolgens zetten ze koers aan boord van de Sirocco, een boot gestolen van Chinese opiumhandelaars. De vier mannen reizen langs de oostkant van Australië, waar ze veel obstakels tegenkomen. Bovendien willen de mensenhandelaars hun schip en vooral zijn kostbare lading terughalen.

## rolverdeling
| Acteur           | Personage         |
| ---------------- | ----------------- |
| Thomas Cocquerel | Errol Flynn       |
| Corey Large      | Rex               |
| William Moseley  | Dook Adams        |
| Clive Standen    | Charlie           |
| David Wenham     | Christian Travers |
| Dan Fogler       | Joel Schwartz     |
| David Hennessey  | Rudolph           |
| Isabel Lucas     | Rose              |
| Callan Mulvey    | Johnson           |
| Costas Mandylor  | Vassilis          |
| Grace Huang      | Achun             |
| Nathalie Kelley  | Zaca              |

## Productie
In november 2016 werd William Moseley gecast voor het personage Dook Adams. In juni 2017 voegde Isabel Lucas zich bij de cast en speelde ze de rol van Rose. De opnames begonnen in mei 2017 in Gold Coast, Queensland. Op 9 oktober 2018 werd aangekondigd dat de originele soundtrack van David Hirschfelder, een dag voor de release van film wordt uitgebracht.

## Ontvangst
Op Rotten Tomatoes heeft In Like Flynn een waarde van 48% en een gemiddelde score van 5,20/10, gebaseerd op 21 recensies. Op Metacritic heeft de film een gemiddelde score van 66/100, gebaseerd op 6 recensies.